# Districtele Israelului
Israelul este împărțit în 5 districte administrative principale, cunoscute în ebraică ca mehozot (מחוזות; singular: mahoz) și 15 subdistricte cunoscute sub numele de nafot (נפות; singular: anaf). La rândul său, fiecare subdistrict este divizat în regiuni naturale (cu un total de 50).
Cifrele din această listă se bazează pe rapoartele ONU si recunoasterea internationala a teritoriilor ocupate de israel atat 
^a Inclusiv 204.680 de evrei și 308.380 de arabi în Ierusalimul de Est
^b Ocupat în timpul Războiului de Șase Zile din 1967 și anexat fără recunoaștere internațională prin Legea Înălțimilor Golan
^c Doar cetățenii israelieni